# Martino Martini (politico)
Martino Martini (San Giovanni Valdarno, 29 agosto 1897 – San Giovanni Valdarno, 9 agosto 1958) è stato un politico italiano, senatore dal 1953 al 1958.

## Biografia
Nato da una famiglia operaia di San Giovanni Valdarno, dopo essere stato chiamato alle armi per la prima guerra mondiale, si laureò in Lettere e Filosofia all'Università di Firenze nel 1926. Nello stesso anno conseguì l'abilitazione all'insegnamento nei licei statali. Rifiutando di associarsi al Partito Nazionale Fascista, non ottenne la cattedra relativa, insegnando storia e lettere in un istituto privato gestito da un ordine religioso di suore a San Giovanni Valdarno. Nel 1947 fu reintegrato nell'insegnamento nei licei  statali. 
Figura di rilievo del cattolicesimo democratico della zona, ebbe come primo padre spirituale don Antonio Torrini. Dal 1946 fu consigliere
comunale di San Giovanni Valdarno. Fu quindi eletto Senatore nella II e nella III Legislatura per la Democrazia Cristiana, nel collegio di Montevarchi. Il secondo mandato fu interrotto dalla morte.